# 魏巍 (作家)
魏巍（1920年3月6日—2008年8月24日），原名魏鸿杰，曾用笔名红杨树，男，河南郑州人，中国作家、记者、诗人，中国共产党党员。曾任第一届至第三届全国人大代表，中国文学艺术界联合会荣誉委员，中国作家协会顾问，中朝友好协会副会长，中国解放区文学研究会会长。毕业于延安抗日军政大学。抗日战争爆发后加入八路军。抗美援朝期间奔赴朝鲜前线，与志愿军战士一起生活、战斗，并发表大批文艺通讯，其中《谁是最可爱的人》被收录入人民教育出版社语文七年级下册的教科书而获得一定的知名度。

## 生平

### 早年生涯

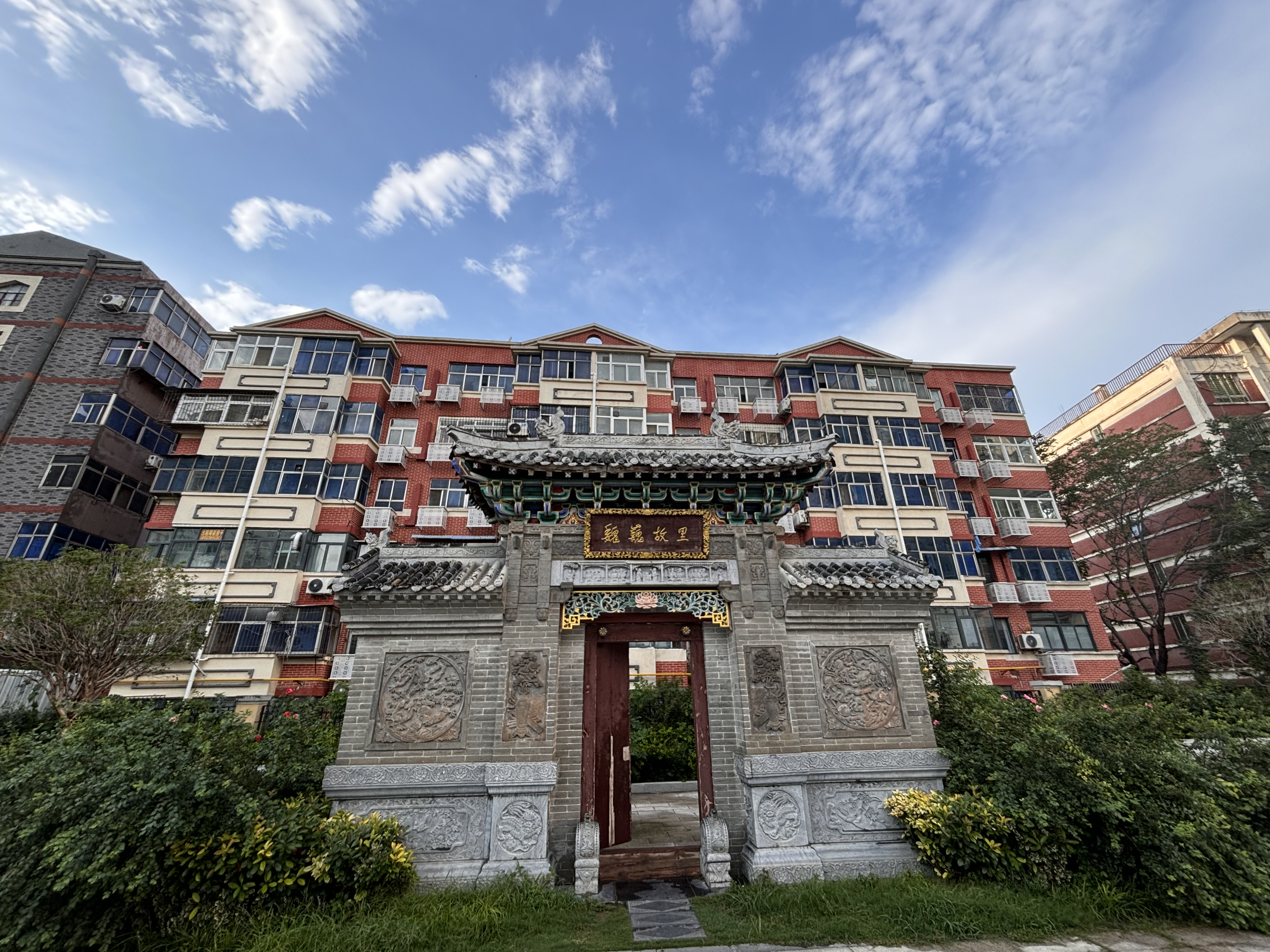
郑州市魏家胡同原址附近修建的“魏巍故里”牌楼

魏巍出生于河南郑州东大街魏家胡同一个贫民家庭。自小卖香烟补贴家用。在郑州东大街免费平民小学关岳庙小学（今创新街小学）学习，受教师蔡芸芝（入选过中国初中语文课本的散文《我的老师》的女主人公）熏陶和影响，得到文学启蒙，喜爱上文学创作。后就读于郑州一所乡村师范学校。父母去世后，15岁的魏巍被本家伯母收养。抗日战争爆发后，魏巍在郑州“民众教育馆”里结识共产党员黄正甫，他建议魏巍到延安读抗日军政大学。魏巍拿着黄正甫的推荐信乘火车经过西安，找到七贤庄八路军驻西安办事处，但吃了闭门羹，原因是他没有共产党地下组织出具的介绍信。魏巍看到八路军办事处门旁墙上贴着八路军第115师军政干部学校在蒲县招生的广告，又向八路军办事处的工作人员打听了一下这个学校和抗大的区别，得到的回答是差不多。赶到蒲县时发现115师军政干部学校已经转移到临汾赵城县马牧村。再赶到临汾时，遇到阎锡山第二战区的山西民族革命大学正在招生，魏巍当时知道这是阎锡山在和中共在争夺青年。继续徒步走到赵城县马牧村找到八路军第115师军政干部学校投考。入学时，被口试3道题：，第一个是资本主义的基本矛盾是什么；第二个是统一战线的意义是什么；第三个问题是你的志愿是什么。入学后把名字从“魏鸿杰”改为“魏巍”。入学一个月后，115师主力东进山东敌后，115师军政干校并入了在晋冀豫太行区活动的八路军总部随营学校，再一个月于1938年初八路军总部随营学校转到延安编进抗大，魏巍编入抗大三期政治队学习。1938年5月1日加入中国共产党。魏巍在延安时，经常去“文化工作者协会”（简称“文协会”）。文协会主任柯仲平经常朗诵自己的新诗作。魏巍很崇敬他，很快便参加了他倡导创办的“战歌社”。魏巍和胡征、朱子奇、周洁夫等人组成四大队战歌分社，经常创作新诗，把新诗抄好贴在涂黑的报纸上，挂在校园内的墙上。1938年8月7日，陕甘宁边区文化界抗敌协会、西北战地服务团等单位联合发起“街头诗运动日”，在大街两侧的墙上贴满街头诗。在延安，魏巍结识了田间、何其芳。

### 边区创作
1938年12月，魏巍作为八路军记者团成员，来到晋察冀边区，被分配到晋察冀军区政治部宣传部编辑科当干事，编辑《抗敌副刊》（后来改为《抗敌三日刊》）。晋察冀边区的知识干部按规矩要过“战斗关”，都要下战斗部队若干个月锻炼。1939年5月初，日军对北岳抗日根据地实行大扫荡，晋察冀军区机关转移反扫荡，机关干部疏散分别深入到战斗部队加强基层力量，魏巍被分配到老红军部队出身的第一军分区第一团第一营当文化（教育）干事，直接参加了雁宿崖战斗和黄土岭战斗，并从事诗歌创作。大黑山战役后不久，由于患疟疾，魏巍暂留老乡家。在躲避日军搜捕时，他在山洞中写下《诗没有死》等诗歌，开始用笔名“红杨树”，其意为杨树是歌唱的树，红色代表革命，“红杨树”就是为革命而歌唱。
1942年，晋察冀边区的情况异常艰苦。魏巍创作了长达2000行的叙事诗《黎明风景》。他对朋友们说：“这是我的性命之子，如果我熬不过黑暗，看不到咱晋察冀的黎明，这就是我留给大家的最后一首诗。”很快，《黎明风景》在《诗建设》上发表。作家孙犁、邵子南先后写评论赞扬该诗。这首诗后来获晋察冀边区鲁迅文艺奖金。后来被调到八路军晋察冀军区一分区政治部任（新闻）通讯干事。抗日战争末期，魏巍自山区调到冀中平原，在河北保定、石家庄、河间、任丘等地参加斗争。在安平县羽林村被赞誉为“冀东子弟兵的母亲”李杏阁大娘家中，他首次见到担任村妇女自卫队指导员的刘秋华。很快，部队转移到安平县报子营村，魏巍恰巧被派住在刘秋华家。1945年8月15日日本投降的同日，他被任命为冀中军区（司令员杨成武、副政委李志民）七分区政治部宣传科科长。也是在这一天，魏巍在冀中军区《前线报》社再次见到了刘秋华。1946年3月的一天，魏巍在日记中写下：“秋华千里寻夫来到下花园。”很快，魏巍与刘秋华在河北涞源下花园结婚。此后他又任晋察冀野战军第三纵队教育科长，经历了整个第二次国共内战与平津战役。北平和平解放后，为改造傅作义的部队，魏巍被任命为华北野战军骑兵第六师第十六骑兵团政委，率部进军陕西、宁夏，参加了解放大西北和剿匪斗争。

### 战地记者
1950年5月，从宁夏奉调回北京任中国人民解放军总政治部学校教育科副科长。12月，第一次赴朝调查了解美军战俘的情况，随后留在了战地采访部队。1951年3月，从朝鲜回国调任《解放军文艺》副主编。4月11日，《谁是最可爱的人》在《人民日报》（社长宋之、总编辑邓拓）头版底栏发表，立即在全国以及朝鲜战场的中国人民志愿军内部产生极其强烈的反响，鼓舞了部队的斗志士气，推动了中国国内开展抗美援朝运动的热情。“最可爱的人”就成为中国人民志愿军、中国人民解放军的代名词。毛泽东读后批示“印发全军”。这篇文章当时便被选入中国内地的中学语文课本成为教材，延续至2007年。
从1950年到1958年，魏巍三次赴朝鲜。在中国人民志愿军撤离朝鲜的时候，他写了《依依惜别的深情》等文章。这些朝鲜通讯后来结集出版为《谁是最可爱的人》一书。他还曾任中国新民主主义青年团中央委员、中华全国民主青年联合会副主席。1953年，魏巍开始为表现抗美援朝的长篇小说《东方》做准备，开始专职创作，并到中央人民政府铁道部长辛店二七机车车辆厂以中共党支部副书记的身份深入生活。1959年2月24日晚，他正式动笔创作《东方》。书中描写了彭德怀，但彭德怀很快便在1959年的庐山会议上遭到批判并被免职。1963年底，他的上级陈亚丁传话，要求魏巍停止写作《东方》。魏巍反驳：“为什么不能写？这个意见是错误的！”他继续《东方》的写作。
1957年魏巍参加编写《华北解放战争史》；1961年受领任务编写《邓中夏传》。1965年越南战争升级后，周恩来派出中国作家访越代表团，由巴金任团长，魏巍任副团长，从中越边境友谊关一直深入到北纬17度线，采访战争中的越南社会军民。魏巍写下了《人民战争花最红》一系列的越南战地通讯。

### 文革前后
1966年文化大革命爆发，在京西文化工作会议的《简报》上出现：“魏巍鼓吹资产阶级人性论”，魏巍受到冲击，成为北京军区第一个挨整的重点人物。他被扣上“文革黑线人物”、“周扬的人”、“三反分子”等罪名，被群众组织批判二十三次，已写了四十万字的《东方》手稿也被没收。1967年10月，经魏巍要求，获当时掌权的造反派同意，他来到京西门头沟煤矿工人中劳动锻炼。1968年，他被召回北京城参加“学习班”。时任北京军区司令员郑维山明确表示以下三条：“一、魏巍的问题是人民内部矛盾；二、他的作品基本上是好的；三、他和邓拓是一般关系，没有什么问题。”魏巍的压力减小，他要求继续赴山西太原钢铁公司下属的某轧钢厂劳动锻炼。刚去不久，便被造反派召回，称还有些问题仍需查清。魏巍不愿再受这种折腾，便偷偷“溜”出北京。由于连受打击，魏巍的身心受摧残，只得住进医院治病，直到1971年夏季才出院。出院不久，老友郭小川来见他，他受到郭小川鼓舞。文化大革命后期，他将《东方》手稿要回，继续写作。1976年1月8日，周恩来逝世，魏巍极为悲痛，不顾当时的禁令，毅然和女儿到天安门参加悼念活动，将自己悼念周恩来的诗贴在人民英雄纪念碑的诗文中间。
1978年，魏巍被任命为北京军区文化部部长，后来担任北京军区政治部顾问，聂荣臻元帅传记组组长。这一时期，是他文学作品盛出的时期。1979年《东方》由人民文学出版社出版，并于1982年获得首届茅盾文学奖。《东方》发表以后，又创作了反映中国工农红军长征的长篇小说《地球的红飘带》，反映抗日战争的长篇小说《火凤凰》及大量的散文和文论作品。1982年中央决定出版元帅传记系列书籍，北京军区负责组成聂荣臻传记组，魏巍被任命为聂荣臻元帅传记组组长。先是根据聂荣臻的口述回忆组织撰写了《聂荣臻回忆录》，尔后又继续组织撰写了《聂荣臻传》。 

### 晚年
晚年的魏巍被视为左派代表人物。1980年，魏巍与黄钢、姚远方等人创办杂志《时代的报告》。在创刊号上，“本刊评论员”批判了当年引发争议的文学剧本《在社会的档案里》，并刊登了“读者来信”《这是一份什么样的“社会档案”？》。当年关于电影《苦恋》的风波，也是该刊首先引起。由于该刊物奉行文化大革命时代的思维方式，引发了支持改革开放者的公愤，也引起中共中央注意。1982年，中共中央书记处决定整顿《时代的报告》。1983年，该刊物被更名为《报告文学》，魏巍等人被迫离开该刊物。1988年，魏巍、林默涵合作，在《光明日报》社下面创办了《中流》杂志，魏巍、林默涵任主编。《中流》依然秉承《时代的报告》的办刊宗旨，坚持“要继续革命就要批判修正主义”。后来，魏巍先后写出《警惕“四化”危险———在〈中流〉创刊十周年座谈会上的发言》、《女娲补天》、《在新世纪的门槛上》等文章，引起思想理论界关注。他大声疾呼“反修防修”。1992年，为准备1993年纪念毛泽东诞辰一百周年，毛岸青、邵华主编《中国出了个毛泽东》丛书，约请魏巍写一本书以编入丛书。魏巍为此写出《话说毛泽东》一书。
2001年7月，魏巍、林默涵等以“一群共产党员”为名，向中共中央上书《“七一讲话”是极其重大的政治错误事件》，反对江泽民“七一”讲话，质疑“共产党的总书记到底代表谁？”指责“七一”讲话“违反了党章的基本原则和规定”，“允许私营企业家入党是带头破坏党的规定”。2001年7月的《中流》杂志将该上书的主要内容用文章的形式公开刊登。2001年8月《中流》停刊后，他的文章不断被“毛泽东旗帜网”和“乌有之乡”刊登。
2004年，在一次座谈会上，魏巍结识了河南安阳的国有企业下岗工人诗人王学忠。王学忠下岗后，以摆地摊卖鞋为生，同时写出了许多反映下岗工人心声的诗作。魏巍给王学忠写信，热情鼓励他说：“《挑战命运》这部诗集相当真实地描写了众多下岗工人的悲惨命运及底层人民的生活。”“不论你是否认识到，我都认为，你为他们说了话，为工人阶级说了话。我应当感谢你！感谢你！但我觉得这些话说得还不够，还要大说特说下去！说得更加理直气壮，要撼动人心，气壮山河！”不到一年，王学忠另一部诗集《雄性石》准备出版，魏巍为其作序《一个工人阶级诗人的崛起》。
2005年，魏巍否認曾經響應“退党救中国运动”退出中共，他对《凤凰周刊》说：“这个事，有人给我看了一下，根本不会有这种事。”
2007年，魏巍的《谁是最可爱的人》被排除出中学语文课本之外。同年，魏巍为刺死城管将被判死刑的小贩、退伍兵崔英杰说情：“小商小贩中，大多数是不幸的下岗工人、复员战士和城市贫民，他们是在极其艰难的道路上求生存者。对他们应该给予更多的热爱和帮助。”
2008年8月24日，魏巍在北京中国人民解放军总医院因肝癌病逝，享年88岁。 死前留下政治遗嘱在网络流传。
2021年，《谁是最可爱的人》被列入人教版语文课本七年级下册修订版，位列第七篇课文。

## 作品
散文集《谁是最可爱的人》被译成多种外国文字。长篇小说《东方》获首届茅盾文学奖、首届中国人民解放军文艺奖和首届人民文学奖。《地球的红飘带》获“人生的路标”奖及人民文学奖。

### 散文集
- 《谁是最可爱的人》1951年人民文学出版社
- 《幸福的花为勇士而开》1956年中国青年出版社
- 《壮行集》1980年河北人民出版社
- 《怀人集》1980年文化艺术出版社
- 《话说毛泽东》1993年中央文献出版社

### 长篇小说
- 《东方》三册六部，1978年人民文学出版社
- 《地球的红飘带》1988年人民文学出版社
- 《火凤凰》1998年人民文学出版社

### 诗集
- 《两年》1951年文化工作社
- 《黎明风景》1955年作家出版社
- 《不断集》1963年作家出版社
- 《红叶集》2007年中国文联出版公司
- 《魏巍诗选》1985年解放军文艺出版社

### 文集
- 《魏巍散文选》1991年人民文学出版社
- 《魏巍杂文集》1994年当代中国出版社
- 《魏巍文集》10卷（长篇小说5卷，散文2卷，中篇小说、诗歌、文论各1卷），1999年广东教育出版社
- 《魏巍全集》10卷（长篇小说4卷，散文2卷，中篇小说、诗歌、文论、日记各1卷），1999年河南大学出版社

## 家庭
- 妻：刘秋华
- 女儿：魏欣、魏平
- 儿子：魏猛